# Chytonix muscosa
Chytonix muscosa är en fjärilsart som beskrevs av William Schaus 1904. Chytonix muscosa ingår i släktet Chytonix och familjen nattflyn. Inga underarter finns listade i Catalogue of Life.